# Annie Oakley tirant à la Winchester
Pour plus de détails, voir Fiche technique et Distribution.
Ne doit pas être confondu avec La Gloire du cirque.
Annie Oakley, tirant à la Winchester (Annie Oakley) est un film américain réalisé par William Kennedy Laurie Dickson, sorti en 1894.

## Synopsis
La championne de tir Annie Oakley, invitée à 34 ans par Thomas Edison dans le premier studio de cinéma, le Black Maria, à Orange, dans le New Jersey, fait une démonstration de tir sportif rapide sur des boules de verre accrochées à un porte-cible, saisit ensuite une autre arme, la première étant déchargée, pour tirer sur des « pigeons » d'argile.

## Fiche technique
- Titre original :  Annie Oakley
- Titre français : Annie Oakley, tirant à la Winchester
- Réalisation : William Kennedy Laurie Dickson
- Production : Edison Manufacturing Company
- Photographie : William Heise
- Durée : 25 secondes
- Format : 35 mm, noir et blanc, muet
- Pays :  États-Unis
- Date : 1894

## Distribution
- Annie Oakley : elle-même